# Завадка Богдан Васильович
Богда́н Васи́льович Зава́дка (29 січня 1934, село Мокротин, гміна Мокротин, Жовківський повіт, Львівське воєводство, Польська Республіка [нині Жовківський район, Львівська область, Україна] — 26 листопада 2009, Львів, Україна) — український літературознавець, театрознавець, критик, публіцист, член Наукового товариства імені Шевченка. Активний громадський діяч, учасник українського національно-визвольного руху. Співпрацював з ОУН-УПА.

## Біографія
Батьки Богдана Завадки, та і вся родина були активними в церковному і громадсько-політичному житті. Батько, Василь Завадка — голова осередку «Просвіта» і сотник «Лугу» в Мокротині, провідник місцевого куща ОУН. Мати, Олена — чотар жіночої секції «Лугу».
1949 року батьки довідалися про те, що їм загрожує депортація до Сибіру, і вирішили переїхати до міста Іллічівськ Одеської області, де і довелося Богданові Завадці закінчувати середню школу. 14 червня 1951 року на випускному вечорі, де мало відбутися вручення золотої медалі за гарне навчання, Богдан Завадка був заарештований, 31 серпня того ж року засуджений до 25 років таборів, але враховуючи неповноліття, згодом Верховний Суд УРСР зменшив строк до 10 років. У таборах перебував до 1955 року, спочатку Дубравлаг у Мордовії, потім — Омськ. В ув’язненні познайомився з іншими політвязнями (серед них В’ячеслав Чорновіл і Ігор Калинець) і продовжував брати участь у  боротьбі проти більшовицького режиму. Мав підпільний псевдонім — Заграва; писав вірші, редагував підпільний самовидавчий часопис «Голос нескорених» (1954). 1955 року був достроково звільнений. Поступив до Львівського університету імені Івана Франка (1961) і з успіхом його закінчив. Відтоді вчителював у Трускавці, у 1965—1973 роках завідував літературною частиною львівського Театру імені Марії Заньковецької. У 1973—1978 роках був науковим працівником у Львівській картинній галереї, у 1978—1981 роках — уповноваженим Всесоюзного агентства з авторських прав у Львівській області. Від 1981 року працівав в Інститутіті українознавства імені Івана Крип’якевича НАН України (Львів), у 1990—2007 роках — науковим співробітником відділу української літератури. Досліджував творчість Тараса Шевченка, Івана Франка, Маркіяна Шашкевича, Осипа Маковея, роль церкви у літературному процесі й суспільному житті, повстанську поезію. Провадив активну громадську діяльність.

### Наукова діяльність
Наукові пошуки розпочав ще в студентські роки. Основні наукові публікації стосуються творчості Шевченка, Франка, Шашкевича, пошуки в галузі релігієзнавства і народознавства, історії церкви. Автор і співавтор наукових монографій, у тому числі «Василь Яременко» (1973), «Борис Романицький» (1978), «Орієнтир життя. До 130-річчя вшанування пам’яті Т. Шевченка» (1991), «Серце чистеє подай. Проблеми релігії у творчості Тараса Шевченка» (1993), «Місія папи Климента очима Івана Франка» (2001). Виступав як театральний рецензент, редагував збірки сучасних поетів. Автор численних публікацій в українських та російських періодичних виданнях, радіо- і телепередач.